# Otto Scharmer
Otto Scharmer (nacido en 1961) es un académico alemán-estadounidense que es profesor titular en la Escuela de Administración y Dirección de Empresas Sloan del MIT y cofundador del Presencing Institute. En el Instituto Tecnológico de Massachusetts, preside el programa IDEAS Global Challenge para la innovación intersectorial y es autor/coautor de varios libros. Se centra en la investigación acción.

## Educación
Scharmer estudió economía en la Universidad de Witten/Herdecke en Alemania, donde recibió su diploma y doctorado.

## Carrera
En 2015, Otto cofundó MITx u.lab, un curso en línea masivo y abierto con más de 140.000 usuarios de 185 países.

## Premios y honores
Recibió el Premio Jamieson a la Excelencia en la Enseñanza del MIT (2015), y el Premio Leonardo de Aprendizaje Corporativo de la UE por las contribuciones de la Teoría U al futuro de la gestión (2016). En 2017, ocupó el puesto número 1 entre los 30 mejores profesionales de la educación del mundo según globalgurus.org.

## Publicaciones seleccionadas

Diagrama de la Teoría U

- Senge, Peter M.; Scharmer, Claus Otto; Jaworski, Joseph; Flowers, Betty Sue (2004). Presence: Exploring Profound Change in People, Organizations, and Society (1° edición). Nueva York: Currency/Doubleday. ISBN 038551624X. OCLC 61257585.
- Scharmer, Otto; Käufer, Katrin (2013). Leading from the emerging future: from ego-system to eco-system economies (1° edición). San Francisco: Berrett-Koehler. ISBN 9781605099262. OCLC 813920439.
- Scharmer, Claus Otto (2016). Theory U: leading from the emerging future. A BK business book (2° edición). San Francisco: Berrett-Koehler. ISBN 9781626567986. OCLC 944179658.